# Strada provinciale 79 Pian di Balestra
La strada provinciale 79 Pian di Balestra è una strada provinciale italiana della città metropolitana di Bologna.

## Percorso
Parte da Monzuno distaccandosi dalla SP 59 e viaggiando verso sud, sul versante sinistro della valle del Savena. Tocca le località di Trasasso e, una volta nel comune di San Benedetto Val di Sambro, La Villa e Zaccanesca. A Madonna dei Fornelli interseca la SP 60: da lì la strada prosegue in salita e passa sotto il Monte dei Cucchi: tocca così quota 1080 m s.l.m. ed arriva a Pian di Balestra. Scende quindi verso ovest a Valserena e Ca' dei Santoni per poi concludersi con l'innesto sulla SP 61.